# Crocodylus suchus
El cocodrilo africano occidental o cocodrilo del desierto (Crocodylus suchus) es una especie de cocodrilo distantemente relacionado (y frecuentemente confundido) con el cocodrilo del Nilo (C. niloticus). Este cocodrilo habita la República del Congo, Uganda, Gambia, Senegal, Mauritania, Burkina Faso, Costa de Marfil, la República Democrática del Congo, Chad, Benín, Zimbabue, la República Centroafricana y Nigeria. También hay algún espécimen de C. suchus en el St. Augustine Alligator Farm Zoological Park.

## Taxonomía

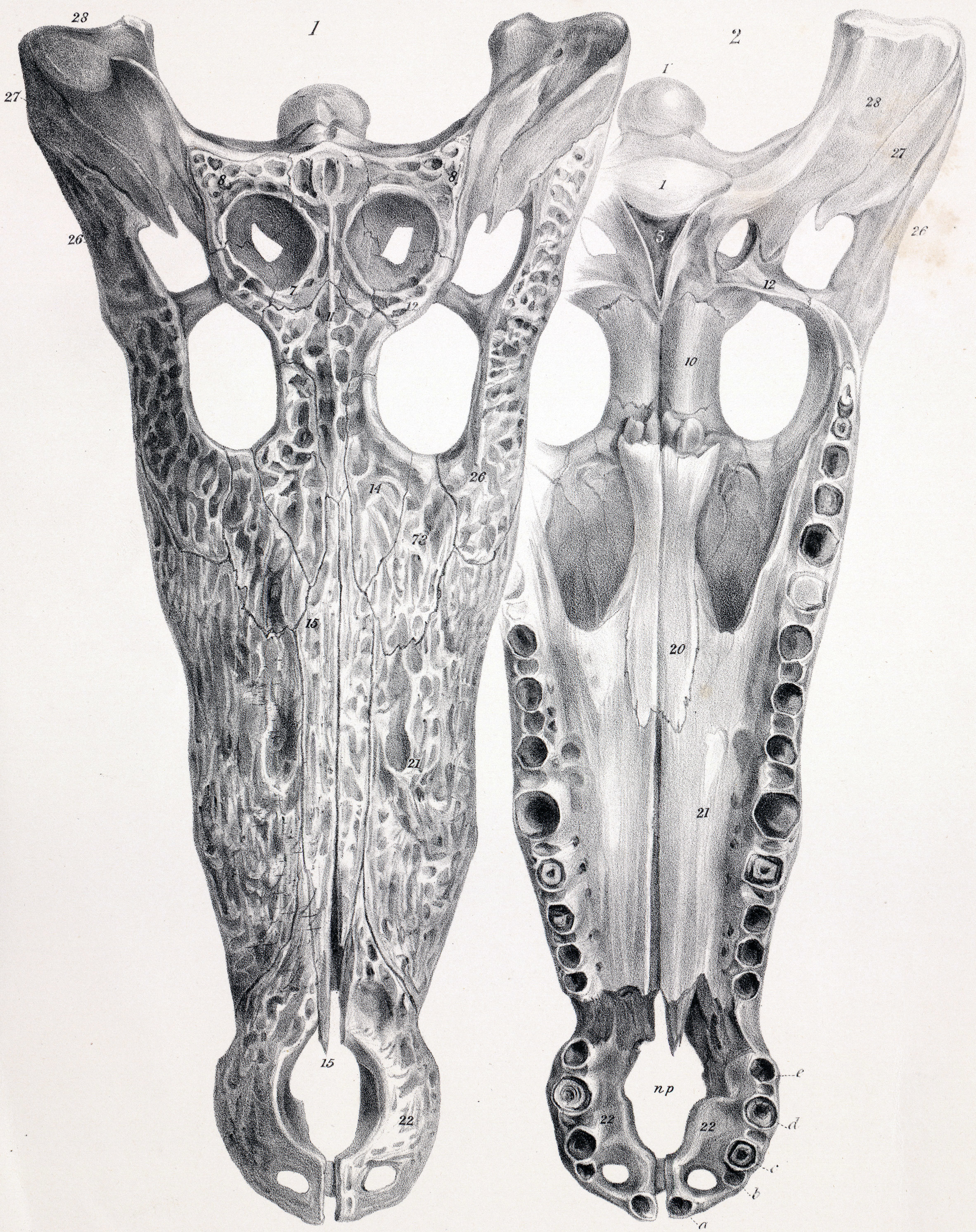
Cráneo de un espécimen momificado de C. suchus

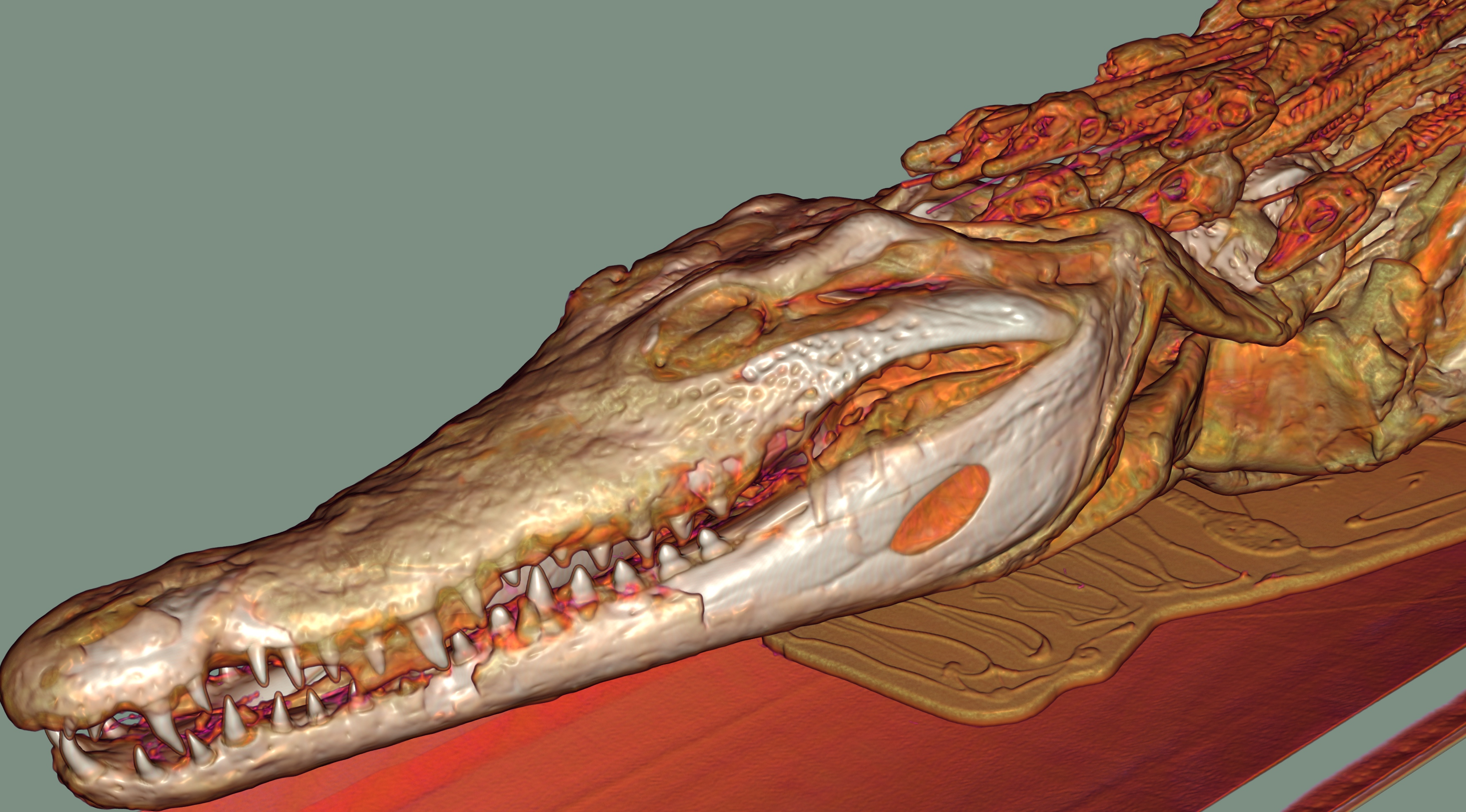
Imagen escaneada de un cocodrilo momificado

La especie fue nombrada por Étienne Geoffroy Saint-Hilaire en 1807, al descubrir diferencias entre los cráneos de un cocodrilo momificado y los de C. niloticus. Esta especie fue sin embargo, durante largo tiempo relegada a ser un sinónimo más moderno de Crocodylus niloticus, el cocodrilo del Nilo, pero un estudio de 2011 mostró que todos los cocodrilos momificados de Egipto examinados pertenecían a una especie distinta de C. niloticus, y por lo tanto se restableció el nombre C. suchus.

## Comportamiento
Heródoto afirmaba que los cocodrilos que poblaban el río Nilo (como C. suchus hizo en su día) tenían una relación mutualista con ciertas aves como el chorlito egipcio, las cuales entraban en la boca del cocodrilo y retiraban a las sanguijuelas que se habían estado alimentando de la sangre del reptil, pero no hay evidencia de que esta interacción realmente ocurra en alguna especie de cocodrilo, y es más probable que se trate de una ficción mítica o alegórica.

## Relación con los humanos

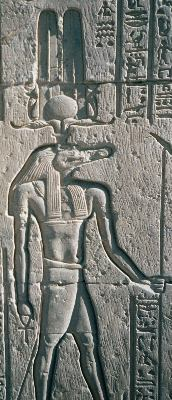
Sobek

Ha sido al mismo tiempo odiado y reverenciado por el hombre, especialmente en el Antiguo Egipto, donde los cocodrilos eran momificados y se les rendía culto. Los antiguos egipcios rendían culto a Sobek, un dios-cocodrilo asociado con la fertilidad, la protección, y el poder del faraón. La relación de los egipcios con Sobek era ambivalente: en ocasiones dieron caza a los cocodrilos, e injuriaron al dios, y otras veces lo vieron como el protector del faraón y origen de su poder. 
Sobek era representado como un cocodrilo, o como hombre con cabeza de cocodrilo, con la corona Atef. El principal lugar de culto estaba en una ciudad del Imperio Medio, Shedet, en el oasis de El-Fayum, en árabe al-Fayyum, lugar que era conocido por los griegos con el nombre de "Cocodrilópolis", o la ptolemaica Arsínoe. Otro templo de importancia dedicado a Sobek se encuentra en Kom Ombo. 
Según Heródoto, en el siglo V a. C., algunos egipcios tenían cocodrilos como animales domésticos. En el estanque del templo de Sobek, en Arsínoe, vivía un cocodrilo sagrado, al que se alimentaba, se le cubría de joyas y se le rendía culto. Cuando los cocodrilos morían eran embalsamados, momificados, depositados en sarcófagos y enterrados en tumba sagrada. Han sido hallados cocodrilos momificados en sepulturas egipcias, incluso huevos de cocodrilo embalsamados. Heródoto menciona que los sacerdotes del Antiguo Egipto eran selectivos cuando elegían a los cocodrilos. Ellos estaban al tanto de la diferencia entre este cocodrilo y el del Nilo, siendo C. suchus más pequeño y más dócil, lo cual lo hacía más fácil de capturar y domar.
En el Antiguo Egipto también se usaban encantamientos para apaciguar a los cocodrilos, e incluso en tiempos recientes los pescadores nubios colocaban cocodrilos rellenados sobre las puestas de sus casas para protegerse de todo mal.

## Conservación
En fecha tan tardía como la década de 1920, los museos continuaban obteniendo ejemplares de C. suchus del río Nilo en Sudán.